# Andreas Ecke
Andreas Ecke (* 1957 in Wuppertal) ist ein deutscher Übersetzer.

## Leben
Andreas Ecke absolvierte ein Studium der Germanistik, Niederlandistik und Musikwissenschaft. Er war längere Zeit als Buchhändler tätig. Heute lebt er als freier Übersetzer in Bonn.
Andreas Ecke übersetzt erzählende Werke und Sachbücher aus dem Niederländischen ins Deutsche. Für seine Übersetzung des Romans „Oben ist es still“ von Gerbrand Bakker erhielt er 2010 den Else-Otten-Übersetzerpreis. 2016 erhielt er den Europäischen Übersetzerpreis.
Ecke ist Mitglied im Verband deutschsprachiger Übersetzer literarischer und wissenschaftlicher Werke, VdÜ.

## Werke
- Geschichte der niederländischen Sprache, Bern 1993 (zusammen mit Herman W. J. Vekeman)

## Übersetzungen
- Gerbrand Bakker: Juni, Berlin 2010
- Gerbrand Bakker: Komische Vögel, Berlin 2012
- Gerbrand Bakker: Oben ist es still, Frankfurt, M. 2008
- Gerbrand Bakker: Der Umweg, Berlin 2012.

- Gerbrand Bakker: Der Sohn des Friseurs, Suhrkamp, Berlin 2025.

- Martin Bossenbroek: Tod am Kap. Die Geschichte des Burenkrieges. Beck, München 2016, ISBN 978-3-406-68812-6

- Jan Caeyers: Beethoven, München 2012
- Hendrik Floris Cohen: Die zweite Erschaffung der Welt, Frankfurt 2010 (übersetzt zusammen mit Gregor Seferens)
- Mathijs Deen: Der Holländer, mare, Hamburg 2022.[3]
- Mathijs Deen: Der Schiffskoch. Roman[4]
- Mathijs Deen: Der Taucher, mare, Hamburg 2023.

- Mathijs Deen: Der Retter, mare, Hamburg 2024.

- Peter Drehmanns: Immer nur begraben, München 2009

- Samuel Dresden: Holocaust und Literatur, Frankfurt am Main 1997 (übersetzt zusammen mit Gregor Seferens)
- Hermann Walther von der Dunk: Kulturgeschichte des 20. Jahrhunderts, 2 Bände. München 2004
- Anne-Gine Goemans: Gleitflug, Berlin 2012
- Otto de Kat: Julia, Berlin 2010
- Otto de Kat: Mann in der Ferne, Frankfurt am Main 2003
- Otto de Kat: Sehnsucht nach Kapstadt, Frankfurt am Main 2006
- Salomon Kroonenberg: Warum die Hölle nach Schwefel stinkt, Darmstadt 2013.
- Ernest van der Kwast: Fünf Viertelstunden bis zum Meer. mare-Verlag, Hamburg 2015, ISBN 978-3-86648-205-0.
- Ernest van der Kwast: Der Eismacher, Roman. btb-Verlag, München 2016, ISBN 978-3-442-75680-3.
- Geert Mak: Die Brücke von Istanbul, München 2007
- Geert Mak: In Europa, München 2005 (übersetzt zusammen mit Gregor Seferens)
- Geert Mak: Das Jahrhundert meines Vaters, Berlin 2003 (übersetzt zusammen mit Gregor Seferens)
- Geert Mak: Niederlande, München 2008 (übersetzt zusammen mit Gregor Seferens)

- Alexander Münninghof: Der Stammhalter : Roman einer Familie, C.H. Beck, München 2023, ISBN  978-3-406-79624-1.

- Cees Nooteboom: Afrika, Asien, Amerika, Australien, Frankfurt am Main 2004 (übersetzt zusammen mit Helga van Beuningen)
- Cees Nooteboom: Auf der anderen Wange der Erde, Frankfurt, M. 2008 (übersetzt zusammen mit Helga van Beuningen)
- Cees Nooteboom: Tumbas, München 2006
- Steffie van den Oord: Westerbork Girl, Berlin 2010
- Rascha Peper: Visions of Hanna, Hamburg 2006
- Jente Posthuma: Woran ich lieber nicht denke. Penguin, 2025
- Paul Scheffer: Toleranz in einer grenzenlosen Welt, mit einer Einleitung zur Neuausgabe (übersetzt mit Gregor Seferens, Heike Baryga und Gerd Busse), Hanser, München 2016, ISBN 978-3-446-25182-3.
- Jaap Scholten: Achtzig, Stuttgart 1998 (übersetzt zusammen mit Gregor Seferens)
- Pieter F. Thomése: Izak, Berlin 2006
- Pieter F. Thomése: Schattenkind, Berlin 2004
- Henk van Woerden: Ultramarin, Berlin 2008